# Trường Đại học Thể dục Thể thao Bắc Ninh
Trường Đại học Thể dục Thể thao Bắc Ninh (tiền thân là Trường Trung cấp TDTT Trung ương) được thành lập ngày 25 tháng 9 năm 1959, trụ sở của Trường được đặt tại phường Trang Hạ, thành phố Từ Sơn, tỉnh Bắc Ninh.
Trường là cơ sở đào tạo các loại hình cán bộ Thể dục, Thể thao có trình độ Cao đẳng, Đại học, Thạc sĩ, Tiến sĩ, đào tạo vận động viên các môn thể thao; là cơ sở nghiên cứu khoa học, chuyển giao công nghệ và hợp tác quốc tế hàng đầu về Thể dục thể thao..

## Lịch sử[2]
Trường Đại học Thể dục Thể thao Bắc Ninh tiền thân là Trường Trung cấp TDTT Trung ương được thành lập ngày 25/9/1959. Đến ngày 31/1/1964, Trường được đổi tên là Trường cán bộ TDTT Trung ương.
Ngày 25/10/1977, Tổng cục Thể dục Thể thao đã ra Quyết định số 446/QĐ-ĐT, nâng cấp Trường cán bộ TDTT Trung ương thành Trường Đại học Thể dục Thể thao Từ Sơn. Sau đó, lần lượt từ năm 1981 đến năm 1992, để phù hợp với hoàn cảnh và nhiệm vụ đào tạo mới, Trường tiếp tục được đổi tên thành Trường Đại học TDTT và sau đó là Trường Đại học TDTT I.
Ngày 4 tháng 2 năm 2008 Thủ tướng Chính phủ Nguyễn Tấn Dũng đã ký Quyết định số 149/QĐ-TTg, đổi tên Trường thành Trường Đại học Thể dục Thể thao Bắc Ninh.
Trường Đại học Thể dục Thể thao Bắc Ninh được vinh dự đăng cai môn Bóng ném ở kì SEA Games 31 năm 2022

## Các khoa và bộ môn đào tạo

### Khoa, trung tâm
- Khoa Giáo dục thể chất
- Khoa Huấn luyện thể thao
- Khoa Quản lý Thể dục thể thao
- Khoa Y sinh học Thể dục thể thao
- Khoa Kiến thức và Kỹ năng cơ sở ngành
- Khoa Kiến thức cơ bản
- Trung tâm Giáo dục Quốc phòng và An ninh

### Bộ môn
- Bộ môn Bắn súng
- Bộ môn Bóng bàn
- Bộ môn Bóng chuyền
- Bộ môn Bóng đá - Đá cầu
- Bộ môn Bóng ném
- Bộ môn Bóng rổ
- Bộ môn Cờ vua
- Bộ môn Cầu lông
- Bộ môn Điền kinh - Cử tạ
- Bộ môn Lý luận Thể dục Thể thao
- Bộ môn Lý luận đại cương
- Bộ môn Thể dục
- Bộ môn Quản lý Thể dục Thể thao
- Bộ môn Thể thao dưới nước
- Bộ môn Tâm lý - Giáo dục
- Bộ môn Quần vợt
- Bộ môn Y sinh học
- Bộ môn Vật - Judo
- Bộ môn Võ - Quyền Anh
- Bộ môn Golf

## Thành tích[4][5]
Với 60 năm hình thành và phát triển, trường Đại học Thể dục Thể thao Bắc Ninh đã đào tạo ra hàng chục ngàn cán bộ và vận động viên thể dục thể thao, nhiều người trong số họ đã nắm giữ các cương vị quan trọng trong ngành thể dục thể thao của địa phương cũng như cả nước, giành được nhiều thành tích cao trong các giải thi đấu quốc gia và quốc tế. Ngoài ra, Trường cũng được Nhà nước trao tặng nhiều danh hiệu cao quý như:
- Huân chương Lao động hạng Ba (năm 1972)
- Huân chương Chiến công hạng Ba (năm 1973)
- Lãng hoa do cố Chủ tịch nước Tôn Đức Thắng tặng (năm 1974)
- Huân chương Lao động hạng Nhì (năm 1982)
- Huân chương Lao động hạng nhất (năm 1994)
- Huân chương Độc lập hạng Ba nhân (tháng 12 năm 1999, kỷ niệm 40 năm ngày thành lập Trường, đồng thời Bộ môn Điền kinh và Bộ môn Thể dục của Trường cũng nhận được Huân chương Lao động Hạng Ba trong dịp này)
- Huân chương Độc lập hạng Nhì (năm 2004, vào dịp kỷ niệm 45 năm thành lập Trường. Bộ môn Thể dục của Trường cũng nhận được Huân chương lao động hạng nhì trong dịp này)
- Huân chương Độc lập hạng Nhất (năm 2009, vào dịp kỷ niệm 50 năm thành lập Trường)
- Huân chương Hữu nghị (Cộng Hòa dân chủ nhân dân Lào) (năm 2015)
- Huân chương Lao động hạng Nhất (2019, vào dịp kỷ niệm 60 năm thành lập Trường)

## Đội bóng đá trường Đại học TDTT Bắc Ninh
Năm 2018, trường đại học TDTT Bắc Ninh thành lập đội bóng đá và đăng ký thi đấu tại giải bóng đá hạng ba quốc gia 2018 nhằm mục đích tạo sân chơi cho các cầu thủ trẻ có cơ hội cọ xát và học hỏi tại môi trường quốc gia. Tuy nhiên đội bóng thi đấu không thành công.
Năm 2019, đội bóng tiếp tục đăng ký thi đấu tại giải bóng đá hạng ba quốc gia 2019 nhưng sau đó thông báo bỏ giải 